# Zbyszewo (województwo pomorskie)
Zbyszewo (kaszb. Zbiszewò, niem. Reinholdsfelde) – osada w Polsce położona w województwie pomorskim, w powiecie słupskim, w gminie Kobylnica na pograniczu Puszczy Korzybskiej i Równiny Słupskiej.
W latach 1975–1998 miejscowość administracyjnie należała do województwa słupskiego.

## Nazwa
Nazwa miejscowości jest tzw. chrztem nazewniczym i ma charakter pseudodzierżawczy. Powstała przez dodanie do nazwy osobowej Zbych (Zbigniew) formantu -ewo. Pierwotna niemiecka nazwa Reinholdsfelde ma charakter pamiątkowy-dzierżawczy i składa się z dwóch członów: nazwy osobowej Reinhold („Reginald”) i nazwy pospolitej Feld „pole”.
Rada Języka Kaszubskiego proponuje opartą na polskiej kaszubską formę nazwy Zbiszewò.